# Sebastian Brant
Sebastian Brant (även Brandt), född 1458 i Strasbourg, död i samma stad 10 maj 1521, var en elsassisk satirisk skald.
Brant blev 1489 professor i juridik i Basel och 1503 kansler (stadssekreterare) i sin födelsestad. Senare utnämndes han av Maximilian I till kejserligt råd och pfalzgreve. Han skrev latinska dikter och lärda verk på tyska och latin, men hans mest kända arbete var den på tyska författade didaktisk-satiriska dikten Das Narrenschiff oder das schiff von Narragonia (1494). I kapitlet 113 "skeppsladdningar" gisslade han den tidens laster och dårskaper. Dikten, som länge var en äkta folkbok, imiterades ofta och översattes till många språk. Härifrån kommer ordet grobian. I en annan saga berättas om sagolandet Schlaraffenland.

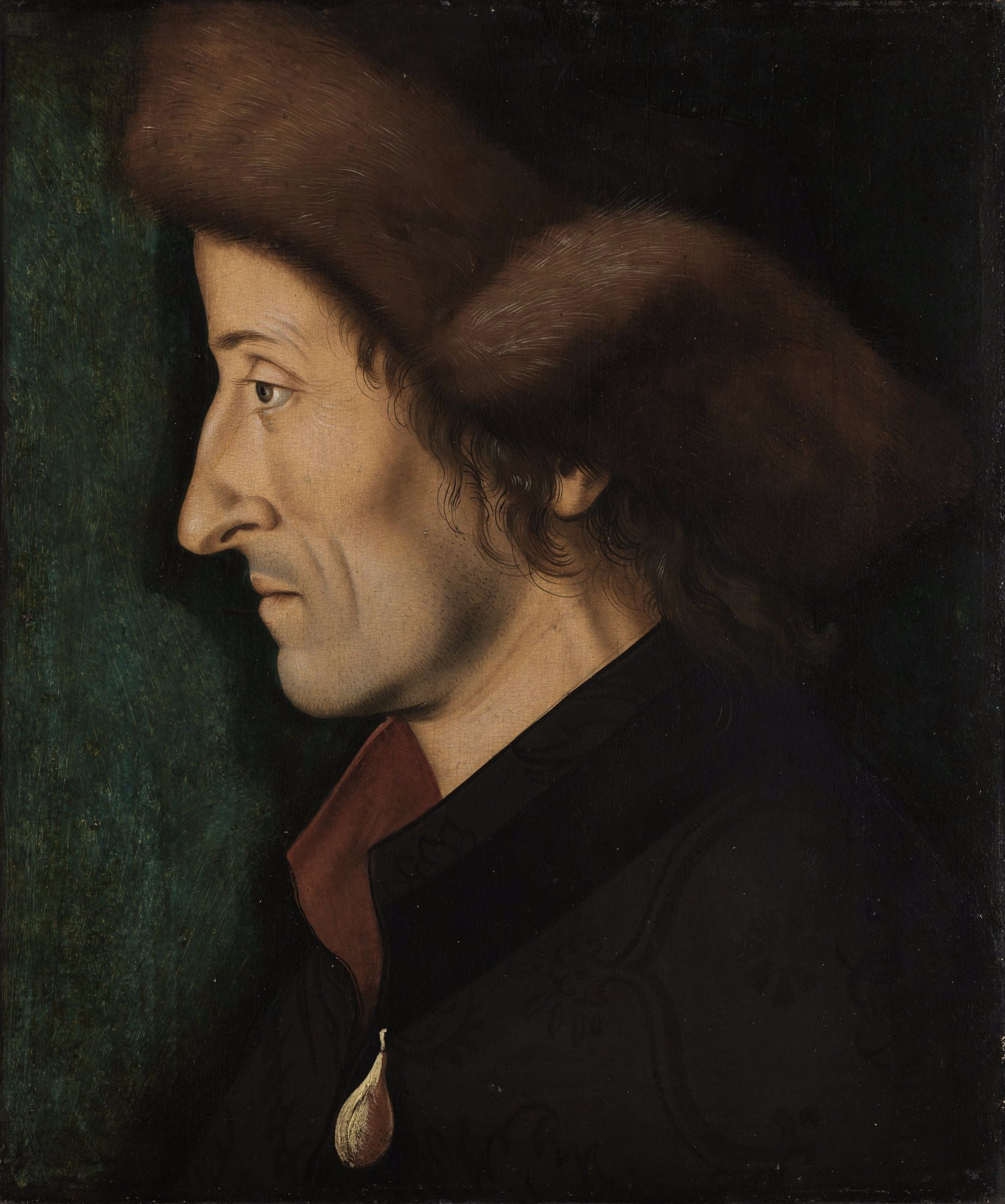
Sebastian Brant.
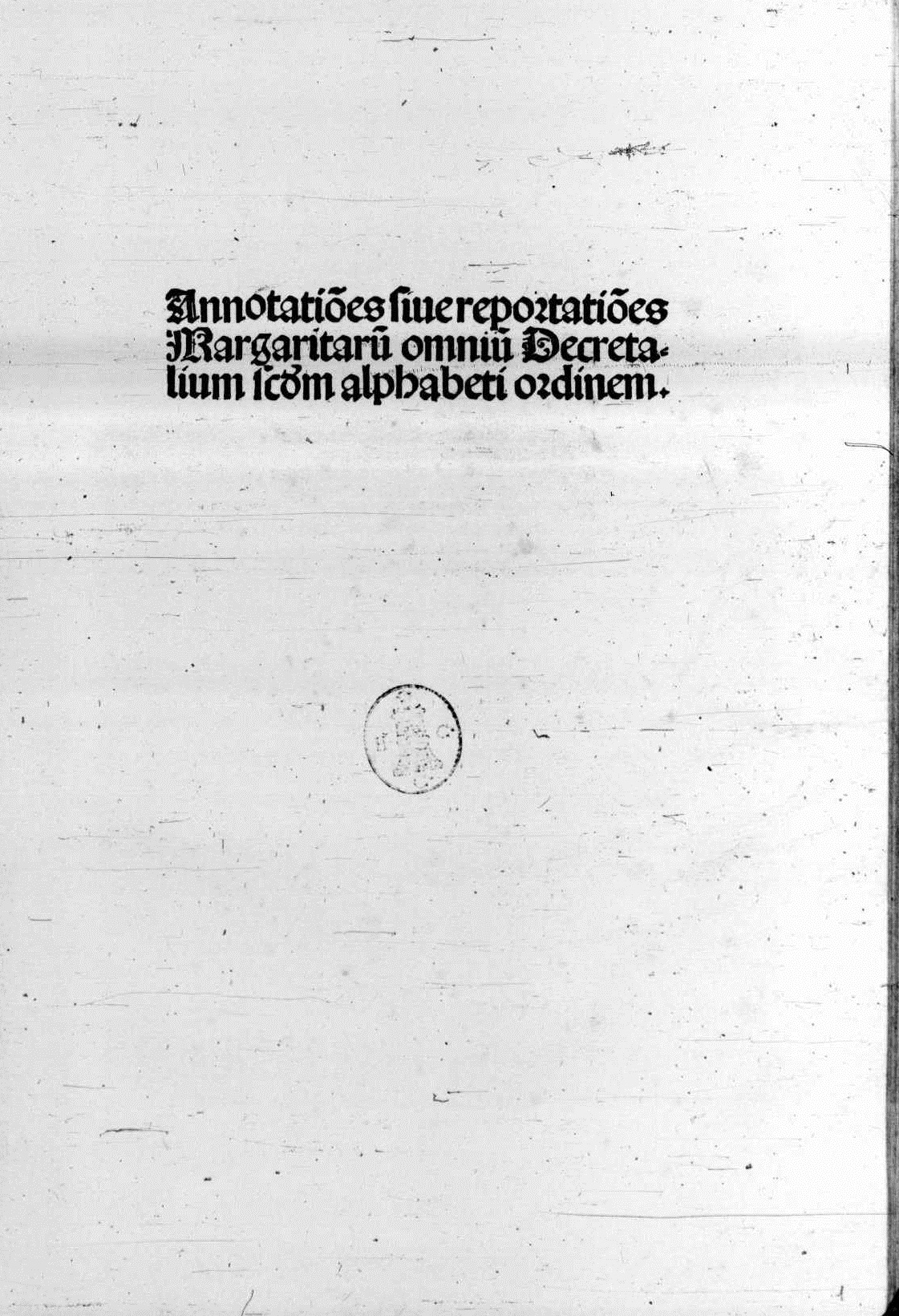
Margarita Decretalium, 1496